# CENELEC
CENELEC (фр. Comité Européen de Normalisation Électrotechnique) — Европейский комитет электротехнической стандартизации, отвечающий за европейские стандарты в области электротехники. Вместе с ETSI (телекоммуникации)
и CEN (другие технические области) CENELEC формирует европейскую систему технического нормирования и стандартизации. Стандарты этих учреждений согласуются регулярными принятиями стандартов во многих странах за пределами Европы, которые следуют европейским техническим стандартам.
Хотя CENELEC работает в тесном сотрудничестве с Европейским союзом, он не является учреждением Европейского союза.

## История

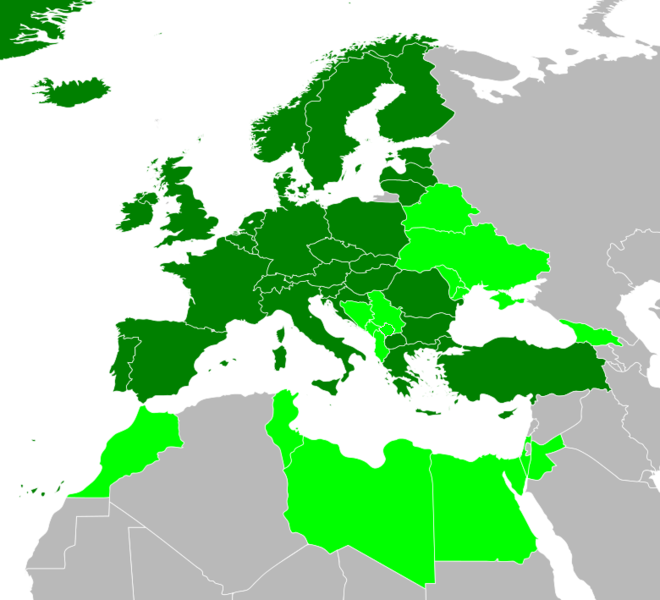
члены
кандидаты

В 1973 основана CENELEC, став результатом слияния 2 организаций, ранее несших ответственность за стандартизацию в Европе в области электротехники: CENELCOM и CENEL.
CENELEC, базирующийся в Брюсселе, по бельгийскому законодательству является некоммерческой организацией.
Его членами являются национальные органы по электротехнической стандартизации большинства европейских стран, таких как: Австрия, Бельгия, Болгария, Кипр, Чехия, Дания, Эстония, Финляндия, Франция, Германия, Греция, Венгрия, Исландия, Испания, Ирландия, Италия, Латвия, Литва, Люксембург, Мальта, Нидерланды, Норвегия, Польша, Португалия, Румыния, Республика Македония, Словакия, Словения, Соединённое Королевство, Турция, Швеция, Швейцария и Хорватия.
Страны, которые готовы стать полноправными членами, это: Албания, Республика Беларусь, Босния и Герцеговина, Египет, Грузия, Израиль, Иордания, Молдова, Марокко, Сербия, Тунис, Черногория, Украина.